# Efate fimbriatus
Efate fimbriatus är en spindelart som beskrevs av Berry, Beatty, Prószynski 1996. Efate fimbriatus ingår i släktet Efate och familjen hoppspindlar. Inga underarter finns listade i Catalogue of Life.